# Bonner Konvention
Das Übereinkommen zur Erhaltung wandernder wild lebender Tierarten (englisch Convention on the Conservation of Migratory Species of Wild Animals, CMS) wurde am 23. Juni 1979 in Bonn abschließend verhandelt und unterzeichnet und wird daher auch als Bonner Konvention bezeichnet. Das Regelwerk trat am 1. November 1983 in Kraft. Das Sekretariat des Übereinkommens ist in Bonn und wird vom Umweltprogramm der Vereinten Nationen (UNEP) getragen.

## Ziele und Instrumente der Konvention
Das Übereinkommen enthält die Verpflichtung der Vertragsstaaten, Maßnahmen zum weltweiten Schutz und zur Erhaltung wandernder wild lebender Tierarten zu treffen, einschließlich ihrer nachhaltigen Nutzung. Dies soll insbesondere auf der Grundlage bestehender oder neuzuschaffender völkerrechtlicher Instrumente international abgestimmte Erhaltungsmaßnahmen im gesamten Wanderungsraum der betroffenen Arten erreicht werden. Etwa 1.200 Arten bzw. regional abgegrenzte Populationen, die akut vom Aussterben bedroht sind oder deren Bestand hoher Gefährdung ausgesetzt ist, sind vom Schutzbereich des Übereinkommens erfasst.
Für einzelne Arten oder Gruppen, die gefährdet, jedoch nicht notwendigerweise vom Aussterben bedroht sind, ist die Ausarbeitung von Regionalabkommen vorgesehen, in denen rechtsverbindlich Schutz, Erhaltung und nachhaltige Nutzung dieser Arten über ihren gesamten Wanderungsbereich geregelt und die Zusammenarbeit der betroffenen Staaten koordiniert werden.

## Organe des Übereinkommens
Konferenz der Vertragsstaaten
Wichtigstes Entscheidungsgremium der Bonner Konvention ist die Vertragsstaatenkonferenz (VSK), die im Drei-Jahres-Rhythmus zusammentritt und die Entwicklungen überprüft, die das Übereinkommen seit der vorangegangenen VSK gemacht hat; sie legt die Prioritäten für die künftigen Maßnahmen fest und beschließt den Haushalt.
Ständiger Ausschuss
Politische und verwaltungstechnische Entscheidungen zwischen den Sitzungen der VSK trifft der Ständige Ausschuss des Übereinkommens. Dieser setzt sich aus je einem oder zwei (Afrika, Europa) Vertreter/n aus fünf globalen Regionen, des Verwahrstaates Bundesrepublik Deutschland sowie des Gastgebers der nächsten Konferenz zusammen.
Wissenschaftsrat
Der Wissenschaftsrat erörtert Fragen wissenschaftlicher Natur und gibt u. a. Empfehlungen, welche Tierarten schützenswert sind und für welche Tierarten Abkommen erarbeitet werden sollten.
Sekretariat
Dem UNEP/CMS Sekretariat mit Sitz in Bonn obliegt die Geschäftsführung für die Konvention. Hierzu zählen die organisatorische und inhaltliche Vorbereitung von Tagungen der Organe, Kontakte zu Nichtvertragsstaaten, internationalen staatlichen und nichtstaatlichen Organisationen, die Förderung des Informations- und Meinungsaustausches zwischen den Vertragsstaaten und die Förderung des Abschlusses von Regionalabkommen.
Regionalabkommen
Gleichfalls in Bonn angesiedelt sind folgende Sekretariate:
- - Regionalabkommen zur Erhaltung der europäischen Fledermaus-Populationen (EUROBATS),
  - Abkommen zur Erhaltung der Kleinwale in der Nord- und Ostsee, des Nordostatlantiks und der Irischen See (ASCOBANS),
  - Afrikanisch-Eurasisches Wasservogel-Übereinkommen (AEWA).

Seinen Sitz in Monaco hat das Sekretariat für das
- - Abkommen zur Erhaltung der Wale im Schwarzen Meer, im Mittelmeer und in angrenzenden Gebieten des Atlantiks (ACCOBAMS).

Seinen Sitz in Hobart (Tasmanien, Australien) hat das Vorläufige Sekretariat für das
- - Abkommen zur Erhaltung der Albatrosse und Sturmvögel (ACAP).

Weitere Regionalabkommen basierend auf der Bonner Konvention sind das Abkommen zur Erhaltung der Seehunde im Wattenmeer und das Abkommen zur Erhaltung der Gorillas und ihrer Lebensräume (Gorilla Agreement).